# Falcidens sterreri
Falcidens sterreri is een schildvoetigensoort uit de familie van de Chaetodermatidae. De wetenschappelijke naam van de soort is voor het eerst geldig gepubliceerd in 1967 door Salvini-Plawen.